# Ванеев, Альберт Егорович
Ване́ев, Альбе́рт Его́рович (18 июля 1933 — 12 декабря 2001) — советский и российский поэт и литературовед языка коми. Лауреат премии Комсомола Коми АССР (1968), Заслуженный работник культуры Коми АССР (1988), Народный поэт Республики Коми (1996), дважды лауреат Государственной премии Республики Коми (1978—1979, 2001).

## Биография
Альберт Ванеев родился в семье колхозника в деревне Буткан Удорского района Автономной области Коми (Зырян) (ныне Республики Коми) 18 июля 1933 года. В 1941 по 1951 годы учился в Косланской средней школе, в 1948 году вступил в ВЛКСМ. В 1955 году окончил Коми педагогический институт (Сыктывкар).
В 1955—1957 гг. служил в рядах Советской Армии, уволен в запас в звании младшего лейтенанта. В 1958 году стал членом КПСС. С 1958 по 1960 годы руководил литературным объединением школьников при республиканском Дворце пионеров и школьников и читал курс лекций по коми литературе в Коми пединституте.
В 1958—1961 гг. учился в аспирантуре Коми филиала АН СССР по специальности «Теория литературы». В 1963 году в Москве защитил кандидатскую диссертацию по теме «Вопросы мастерства в коми советской поэзии». С 1966 по 1970 гг. заведовал отделом языка и литературы Коми филиала АН СССР. С 1966 по 2001 годы — член редколлегии журнала «Войвыв кодзув» («Северная звезда»). В 1981 году включён в состав комитета Президиума Совета министров Коми АССР по рассмотрению материалов о присуждении Государственных премий Коми АССР. В 1982 году утверждён членом специализированного совета по защите кандидатских диссертаций (специальность «Литература народов СССР») при Мордовском государственном университете. С 1994 по 2001 годы был ведущим научным сотрудником[чего?]. В конце 1990-х годах Ванеев работал над проектом создания Куратовской энциклопедии. Заместитель главного редактора, руководитель редакционной группы по созданию энциклопедии «Республика Коми» в трёх томах, вышедшей в 1997—2000 годах. В 1999 году избран действительным членом Петровской Академии наук и искусств (Санкт-Петербург).
В 1985 г. участвовал в работе VI Международного конгресса финно-угроведов с докладом. Лауреат премии имени Матиаса Кастрена (Финляндия). В 1989 году был членом оргкомитета Всесоюзной научной конференции «Наследие И. А. Куратова и современность». В 1990 году участвовал в работе V Международного конгресса финно-угорских писателей, где выступил с докладом «Литературная и научная финно-угорская общность в Республике Коми».
Скончался 12 декабря 2001 года, похоронен в Сыктывкаре.

## Литературная деятельность
В 1949 году опубликовал первое стихотворение в журнале «Войвыв кодзув» («Северная звезда»). Его перу принадлежат сборники стихов и поэм «Ме чужи Войвылын» («Родился я на Севере»), «Бара кылалӧ йи» («Снова тронулся лёд»), «Лун шӧр» («Полдень»), «Вежӧдӧны кыдзъяс» («Зеленеют берёзы»), «Ловъя би» («Живой огонь») и другие. Также Ванеев является автором более 300 литературоведческих работ. На основе его работы было создано либретто первой оперы на языке коми «Куратов». С 1958 года работал литературным сотрудником редакции журнала «Войвыв кодзув». В 1965 году принят в члены Союза писателей СССР. В 1971 году избран членом Совета по критике и литературоведению Союза писателей РСФСР. В 1980 году участвовал в работе V съезда писателей РСФСР.

## Награды
Альберт Ванеев был награждён многочисленными грамотами:

### Грамоты
- Почётная грамота Комитета по радиовещанию при Совете Министров Коми АССР «За активное участие в радиовещании» (1961)
- Награждён Почётной грамотой Президиума Верховного Совета Коми АССР «За активное участие в коммунистическом воспитании молодежи и в связи с 40-летием ВЛКСМ» (1958)
- Почётная грамота Президиума Верховного Совета Коми АССР «За активное участие в хозяйственном и культурном строительстве Республики и в связи с 50-летием ВЛКСМ» (1968)
- Почётная грамота Министерства культуры Коми АССР за успехи в развитии культуры и искусства и в связи с 25-летием филиала АН СССР (1969)
- Почётная грамота ЦК ВЛКСМ (1971)
- Почётная грамотой Министерства просвещения Коми АССР «за большую работу по составлению школьных учебников и активное участие в качестве лектора и в связи с 250-летием Академии наук СССР» (1974)
- Почётная грамота «За плодотворное участие в создании телевизионных передач» Комитета по телевидению и радиовещанию Совета министров Коми АССР (1977)
- Почётная грамота ЦК ВЛКСМ (1981).
- Почётная грамота Российской академии наук и профсоюза работников РАН «За многолетнюю плодотворную работу в Российской академии наук и в связи с 275-летием Академии наук» (1999).

### Медали
- Медаль «За доблестный труд» (1970)
- Нагрудный знак «Вечная дружба» от Комитета советско-болгарской дружбы за высокие трудовые показатели и активную общественную работу (1974).
- Медаль «Ветеран труда» (1997).
- Знак «Ветеран спорта России» от Всероссийского Совета ветеранов по физической культуре и спорту(1994).

### Звания
- Лауреат премии Коми комсомола (1968)
- Почётное звание «Заслуженный работник культуры Коми АССР» «за заслуги в развитии и пропаганде Коми советской литературы» (1988).
- Лауреат Государственной премии Республики Коми за создание (с авторским коллективом) трехтомной энциклопедии «Республика Коми». (2001)
- Почетное звание «Лауреат Государственной премии Коми АССР» (1980).

## Увековечение памяти
- В 2003 году проведены научно-практическая конференция «Альберт Ванеев — поэт, учёный» и праздник «Коми книга». Центральной библиотеке с. Кослан присвоено имя А. Е. Ванеева.
- В 2007 году в с. Буткан Удорского района Республики Коми на доме А. Е. Ванеева открыта мемориальная доска. В октябре в с. Кослан прошли I Республиканские Ванеевские чтения.
- В 2008 году прошел традиционный праздник «Коми книга» в Удорском районе (к 75-летию со дня рождения А. Е. Ванеева)[2].
- В 2010 году проведены II Республиканские Ванеевские чтения «Проблемы и перспективы обучения коми языку в современных условиях».
- В 2013 году проведены III Республиканские Ванеевские чтения «Альберт Ванеев в воспоминаниях современников».[4]
- В 2018 году прошли IV Республиканские Ванеевские чтения в рамках Международной научной конференции «Родные языки в условиях двуязычия» (Сыктывкар, октябрь 2018 г.)[5].